# Patterson (Louisiana)
Patterson is een plaats (city) in de Amerikaanse staat Louisiana, en valt bestuurlijk gezien onder St. Mary Parish.

## Demografie
Bij de volkstelling in 2000 werd het aantal inwoners vastgesteld op 5130.
In 2006 is het aantal inwoners door het United States Census Bureau geschat op 5222, een stijging van 92 (1,8%).

## Geografie
Volgens het United States Census Bureau beslaat de plaats een oppervlakte van
6,4 km², geheel bestaande uit land. Patterson ligt op ongeveer 3 m boven zeeniveau.

## Plaatsen in de nabije omgeving
De onderstaande figuur toont nabijgelegen plaatsen in een straal van 24 km rond Patterson.